# Валериј Горјушев
Валериј Леонидович Горјушев (рус. Валерий Леонидович Горюшев;  Свердловск, 26. април 1973 — Москва, 28. април 2014) био је совјетски и руски одбојкаш.

## Каријера
Рођен је у 26. априла 1973. године у Свердловску (данас Јекатеринбург). Завршио је Московску државну академију физичке културе.
Године 1990. дебитовао је у тиму Динама (Московска област) и омладинској репрезентацији СССР-а, са којом је постао победник Европског првенства у Немачкој, а две године касније са омладинским тимом освојио је бронзану медаљу на континенталном шампионату у Пољској. Дана 7. маја 1994. у Осаки је одиграо први меч за сениорску репрезентацију Русије, која се састала у Светској лиги са Јапаном.
У сезони 1994/95. играо је за Искру Одинцово, од 1995. играо је у Италији и Јапану. Са италијанском Равеном освојио је Куп Европске одбојкашке конфедерације 1997. године , а са екипом Кунеа освојио је Суперкуп Италије и стигао до полуфинала првенства земље у сезони 1999/2000, након чега је прешао у новостворени клуб Трентино. Године 2002. вратио се у Русију.
За репрезентацију Русије одиграо је укупно 111 мечева, био је учесник Олимпијских игара у Атланти и Сиднеју, Светског првенства 1994, Европског првенства 1997. и 1999. и седам турнира Светске лиге. Године 2000. Горјушев је освојио сребрну медаљу на Олимпијским играма у Сиднеју. У финалу су поражени од репрезентације СР Југославије.
Преминуо је 28. априла 2014. године у Москви од рака плућа.

## Успеси
Русија
- медаље
- сребро: Олимпијске игре Сиднеј 2000.